# C6H10N2O3
化学式C6H10N2O3（摩尔质量：158.155 g/mol）可以指：
- 奥拉西坦，混合CAS号：62613-82-5 
  - (R)-奥拉西坦，CAS号：68252-28-8 
  - (S)-奥拉西坦，CAS号：88929-35-5
- 羟基依克多因，CAS号：165542-15-4
- 1-羟甲基-5,5-二甲基海因，CAS号：116-25-6

|  | 这个同类索引页列出了具有相同分子式的化学物（即同分異構體）条目。 除非您是有意链接至本页，否则应将相应条目的内部链接指向正确的条目。 |